# Singoli più venduti in Italia
Dal 1958 al 1963 vi è stata solo la Top 30, dal 1964 fino al 1967 la classifica era invece fino alla Top 70, mentre dal 1968 vi è la Top 100.

## Singoli più venduti in Italia

### Singoli più venduti prima del 2009
| Cantante             | Canzone                     | Anno |
| -------------------- | --------------------------- | ---- |
| Claudio Baglioni     | Avrai                       | 1982 |
| Claudio Baglioni     | Questo piccolo grande amore | 1972 |
| Claudio Baglioni     | E tu...                     | 1974 |
| Claudio Baglioni     | Sabato pomeriggio           | 1975 |
| Adriano Celentano    | Azzurro                     | 1968 |
| Renato Zero          | Baratto                     | 1979 |
| Domenico Modugno     | Nel blu dipinto di blu      | 1958 |
| I Cugini di Campagna | Anima mia                   | 1974 |
| Lucio Battisti       | Amarsi un po'               | 1977 |
| Orietta Berti        | Fin che la barca va         | 1970 |

### Singoli più venduti dal 2009
I seguenti singoli sono stati certificati direttamente dalla FIMI a partire dal 1º gennaio 2009.
| Cantante                                                 | Canzone                               | Anno | Vendite certificate | Anno della certificazione |
| -------------------------------------------------------- | ------------------------------------- | ---- | ------------------- | ------------------------- |
| Lazza                                                    | Cenere                                | 2023 | 900.000             | 2024                      |
| Blanco e Sfera Ebbasta                                   | Mi fai impazzire                      | 2021 | 900.000             | 2024                      |
| Bizarrap & Quevedo                                       | Quevedo: bzrp music sessions, vol. 52 |      | 800.000             | 2024                      |
| Mahmood & Blanco                                         | Brividi                               |      | 800.000             | 2024                      |
| Pinguini Tattici Nucleari                                | Pastello bianco                       |      | 800.000             | 2024                      |
| Sangiovanni                                              | Malibù                                |      | 800.000             | 2024                      |
| Pinguini Tattici Nucleari                                | Giovani wannabe                       |      | 700.000             | 2024                      |
| Dargen D'Amico                                           | Dove si balla                         |      | 700.000             | 2024                      |
| Rhove                                                    | Shakerando                            |      | 700.000             | 2024                      |
| Ernia                                                    | Superclassico                         |      | 700.000             | 2024                      |
| Blanco                                                   | Notti in bianco                       |      | 700.000             | 2023                      |
| Annalisa                                                 | Mon amour                             |      | 600.000             | 2024                      |
| Shablo, Geolier & Sfera Ebbasta                          | M' manc                               |      | 600.000             | 2024                      |
| Marracash                                                | Crudelia (i nervi)                    |      | 600.000             | 2024                      |
| Pinguini Tattici Nucleari                                | Ridere                                |      | 600.000             | 2024                      |
| Tananai                                                  | Tango                                 |      | 600.000             | 2024                      |
| The Kolors                                               | Italodisco                            |      | 600.000             | 2024                      |
| Ava, Anna & Capo Plaza                                   | Vetri neri                            |      | 600.000             | 2024                      |
| The Weeknd                                               | Blinding lights                       |      | 600.000             | 2024                      |
| Salmo Feat. Nstasia                                      | Il cielo nella stanza                 |      | 600.000             | 2024                      |
| Mr.rain                                                  | Supereroi                             |      | 600.000             | 2024                      |
| Fedez, Tananai & Mara Sattei                             | La dolce vita                         |      | 600.000             | 2024                      |
| Gazelle                                                  | Destri                                |      | 600.000             | 2024                      |
| Lazza, Takagi & Ketra                                    | Panico                                |      | 600.000             | 2024                      |
| Marco Mengoni                                            | Due vite                              |      | 600.000             | 2024                      |
| Sangiovanni                                              | Farfalle                              |      | 600.000             | 2024                      |
| Tom Odell                                                | Another love                          |      | 600.000             | 2024                      |
| Lewis Capaldi                                            | Someone you loved                     |      | 600.000             | 2024                      |
| Lady Gaga & Bradley Cooper                               | Shallow                               |      | 600.000             | 2024                      |
| Rkomi & Elodie                                           | La coda del diavolo                   |      | 600.000             | 2023                      |
| Mace, Blanco & Salmo                                     | La canzone nostra                     |      | 600.000             | 2023                      |
| Rkomi, Sfera Ebbasta & Junior K                          | Nuovo range                           |      | 600.000             | 2023                      |
| Onerepublic                                              | Counting stars                        |      | 500.000             | 2024                      |
| Bresh & shune                                            | Guasto d'amore                        |      | 500.000             | 2024                      |
| Ultimo                                                   | Piccola stella                        |      | 500.000             | 2024                      |
| Coldplay                                                 | Viva la vida                          |      | 500.000             | 2024                      |
| Mariah carey                                             | All i want for christmas is you       |      | 500.000             | 2024                      |
| Jovanotti & sixpm                                        | I love you baby                       |      | 500.000             | 2024                      |
| Blanco & mina                                            | Un briciolo di allegria               |      | 500.000             | 2024                      |
| Guè feat. marracash                                      | Brivido                               |      | 500.000             | 2024                      |
| Alfa                                                     | Bellissimissima                       |      | 500.000             | 2024                      |
| Thasup feat. lazza & sfera ebbasta                       | S!r!                                  |      | 500.000             | 2024                      |
| Queen                                                    | Bohemian rhapsody                     |      | 500.000             | 2024                      |
| Fedez, annalisa & articolo 31                            | Disco paradise                        |      | 500.000             | 2024                      |
| Mahmood                                                  | Tuta gold                             |      | 500.000             | 2024                      |
| The weeknd                                               | Save your tears                       |      | 500.000             | 2024                      |
| Lazza                                                    | Uscito di galera                      |      | 500.000             | 2024                      |
| Harry styles                                             | As it was                             |      | 500.000             | 2024                      |
| Drillionaire, lazza, blanco, sfera ebbasta, michelangelo | Bon ton                               |      | 500.000             | 2024                      |
| Capo plaza                                               | Capri sun                             |      | 500.000             | 2024                      |
| Rkomi, irama & shablo                                    | Luna piena                            |      | 500.000             | 2024                      |
| Pinguini tattici nucleari                                | Ricordi                               |      | 500.000             | 2024                      |
| Geolier                                                  | Come vuoi                             |      | 500.000             | 2024                      |
| Annalisa                                                 | Bellissima                            |      | 500.000             | 2024                      |
| Finesse feat. shiva, sfera ebbasta & guè                 | Gelosa                                |      | 500.000             | 2024                      |
| Marracash & guè                                          | Love                                  |      | 500.000             | 2024                      |
| Ernia                                                    | Ferma a guardare                      |      | 500.000             | 2024                      |
| Ed Sheeran                                               | Shape Of You                          | 2017 | 500.000             | 2017                      |
| Sia feat. Sean Paul                                      | Cheap Thrills                         | 2016 | 500.000             | 2017                      |
| Luis Fonsi feat. Daddy Yankee                            | Despacito                             | 2017 | 500.000             | 2017                      |
| Baby K feat. Giusy Ferreri                               | Roma Bangkok                          | 2015 | 500.000             | 2019                      |

## Singoli che hanno venduto più copie nel 1958
| n° | Canzone                     | Cantante                          |
| -- | --------------------------- | --------------------------------- |
| 1  | Nel blu dipinto di blu      | Domenico Modugno                  |
| 2  | Diana                       | Paul Anka                         |
| 3  | Bernardine                  | Pat Boone                         |
| 4  | You Are My Destiny          | Paul Anka                         |
| 5  | Come prima                  | Tony Dallara                      |
| 6  | Little Darling              | The Diamonds                      |
| 7  | Magic Moments               | Perry Como                        |
| 8  | Come prima                  | Marino Barreto Jr.                |
| 9  | Piccolissima serenata       | Teddy Reno                        |
| 10 | Con tutto il cuore          | Betty Curtis                      |
| 11 | Buonasera                   | Luis Prima                        |
| 12 | Brivido blu                 | Tony Dallara                      |
| 13 | L'edera                     | Nilla Pizzi                       |
| 14 | Love Letters in the Sand    | Pat Boone                         |
| 15 | Tipitipitipso               | Caterina Valente                  |
| 16 | Mariti in città             | Domenico Modugno                  |
| 17 | Caravan Petrol              | Renato Carosone                   |
| 18 | Tequila                     | The Champs                        |
| 19 | Ti dirò                     | Tony Dallara                      |
| 20 | Resta cu 'mme               | Domenico Modugno                  |
| 21 | Crazy Love                  | Paul Anka                         |
| 22 | Timida serenata             | Aurelio Fierro & Gloria Christian |
| 23 | Boccuccia di rosa           | Johnny Dorelli                    |
| 24 | To be loved                 | Jakie Wilson                      |
| 25 | L'Autunno non è triste      | Tony Dallara                      |
| 26 | Nel blu dipinto di blu      | Johnny Dorelli                    |
| 27 | Vurria                      | Aurelio Fierro                    |
| 28 | Le Jour ou la pluie viendra | Gilbert Bécaud                    |
| 29 | Calypso melody              | Johnny Dorelli                    |
| 30 | Colonel bogey march         | David Terry                       |